# Urrea de Jalón
Urrea de Jalón è un comune spagnolo di 325 abitanti situato nella comunità autonoma dell'Aragona.